# Anthony Nash
Anthony James Dillon Nash –conocido como Tony Nash– (18 de marzo de 1936-17 de marzo de 2022) fue un deportista británico que compitió en bobsleigh en la modalidad doble.
Participó en dos Juegos Olímpicos de Invierno en los años 1964 y 1968, obteniendo una medalla de oro en Innsbruck 1964 en la prueba doble. Ganó tres medallas en el Campeonato Mundial de Bobsleigh entre los años 1963 y 1966.

## Palmarés internacional
| Juegos Olímpicos   | Juegos Olímpicos           | Juegos Olímpicos  | Juegos Olímpicos |
| Año                | Lugar                      | Medalla           | Prueba           |
| ------------------ | -------------------------- | ----------------- | ---------------- |
| 1964               | Innsbruck (Austria)        | Medalla de oro    | Doble            |
| Campeonato Mundial |                            |                   |                  |
| Año                | Lugar                      | Medalla           | Prueba           |
| 1963               | Igls (Austria)             | Medalla de bronce | Doble            |
| 1965               | Sankt Moritz (Suiza)       | Medalla de oro    | Doble            |
| 1966               | Cortina d'Ampezzo (Italia) | Medalla de bronce | Doble            |